# Panagiótis Tsalouchídis
Panagiótis « Giótis » Tsalouchídis (en grec moderne : Παναγιώτης «Γιώτης» Τσαλουχίδης), né le 30 mars 1963 à Véria, est un footballeur grec des années 1980 et 1990.

## Biographie
En tant que milieu grec, Panagiótis Tsalouchídis fut international grec à 75 reprises (1987-1995) pour 17 buts.
Il participa à la Coupe du monde de football de 1994. Il fut titulaire contre l'Argentine, recevant un carton jaune et titulaire contre le Nigeria, mais ne joue pas contre la Bulgarie. La Grèce est éliminée au premier tour.
Il joua dans trois clubs grecs (PAE Veria, Olympiakos Le Pirée et PAOK Salonique). Il remporta deux coupes de Grèce et une supercoupe de Grèce, et fut quatre fois vice-champion de Grèce, tout cela avec Olympiakos le Pirée.

## Clubs
- 1985-1988 :  PAE Veria
- 1988-1995 :  Olympiakos Le Pirée
- 1995-1996 :  PAOK Salonique
- 1996-1999 :  PAE Veria

## Palmarès
- Championnat de Grèce de football
  - Vice-champion en 1989, en 1991, en 1992 et en 1995
- Supercoupe de Grèce de football

- - Vainqueur en 1992
- Coupe de Grèce de football
  - Vainqueur en 1990 et en 1992
  - Finaliste en 1993